# Саннес Ідреттспарк
«Саннес Ідреттспарк» (норв. Sandnes Idrettspark) — багатофункціональний стадіон у місті Ругаланн, Норвегія, домашня арена ФК «Саннес Ульф».
Стадіон 2010 року після реконструкції в межах підготовки до чемпіонату з легкої атлетики.